# Ripipteryx laticornis
Ripipteryx laticornis is een rechtvleugelig insect uit de familie Ripipterygidae. De wetenschappelijke naam van deze soort is voor het eerst geldig gepubliceerd in 1963 door Günther.